# Drive (The Cars)
Drive is een nummer van de Amerikaanse band The Cars uit 1984. Het is de derde single van hun vijfde studioalbum Heartbeat City. Op 23 juli van dat jaar werd het nummer op single uitgebracht.
Drive is een ballad, met een songtekst die refereert aan het feit dat de zanger zich zorgen maakt over een relatie. Het nummer wordt geassocieerd met Live Aid. Tijdens een montage van de hongersnood in Ethiopië wordt het nummer namelijk als ondersteunende muziek gebruikt. Dit raakte veel mensen. Organisator Bob Geldof vertelde later in een interview dat het aantal telefoontjes naar de hotline voor donaties tijdens dit filmpje dramatisch omhoog schoot. De single werd wereldwijd een grote hit en veruit de grootste hit van The Cars. Het nummer werd gezongen door de bassist van de groep Benjamin Orr. In thuisland de Verenigde Staten bereikte de single de 3e positie in de Billboard Hot 100. In Nieuw-Zeeland werd de 5e positie bereikt en in Australië de 10e positie. In het Verenigd Koninkrijk werd de 4e  positie bereikt in de UK Singles Chart en in Ierland de 3e.
In Nederland werd de plaat op maandag 20 augustus 1984 door dj Frits Spits en producer Tom Blomberg in het programma De Avondspits verkozen tot de 311e NOS Steunplaat van de week op Hilversum 3. De plaat werd een enorme hit en bereikte de 12e positie in zowel de Nederlandse Top 40 als de Nationale Hitparade en de 24e positie in de TROS Top 50. In de Europese hitlijst op Hilversum 3, de TROS Europarade, werd de 15e positie bereikt.
In België bereikte de plaat de 8e positie in de Vlaamse Radio 2 Top 30 en de 11e positie in de Vlaamse Ultratop 50.

## NPO Radio 2 Top 2000
Tussen de eerste editie in december 1999 en de negentiende editie in december 2017 stond de plaat altijd in de jaarlijkse Top 2000 van NPO Radio 2.

| Nummer met noteringen in de NPO Radio 2 Top 2000 | '99 | '00 | '01 | '02 | '03 | '04 | '05  | '06  | '07  | '08  | '09  | '10  | '11  | '12  | '13  | '14  | '15  | '16  | '17  |
| ------------------------------------------------ | --- | --- | --- | --- | --- | --- | ---- | ---- | ---- | ---- | ---- | ---- | ---- | ---- | ---- | ---- | ---- | ---- | ---- |
| Drive                                            | 631 | 524 | 808 | 922 | 925 | 877 | 1045 | 1347 | 1447 | 1134 | 1341 | 1341 | 1480 | 1864 | 1922 | 1620 | 1714 | 1646 | 1513 |

1. ↑  Een vetgedrukt getal geeft de hoogste notering aan.
2. ↑  Deze tabel is bijgewerkt tot en met de laatste editie (2024).